# Elis Eriksson
Pour les articles homonymes, voir Eriksson.
Elis Ernst Eriksson est un artiste suédois né le 22 août 1906 à Stockholm et décédé le 4 janvier 2006.
Il avait reçu en 2003 le titre de Satrape du Collège de 'Pataphysique.